# Hycleus ghorfii
Hycleus ghorfii is een keversoort uit de familie van oliekevers (Meloidae). De wetenschappelijke naam van de soort is voor het eerst geldig gepubliceerd in 1961 door Pardo Alcaide.